# Linnaemya hybrida
Linnaemya hybrida là một loài ruồi trong họ Tachinidae.